# Camilla Belle

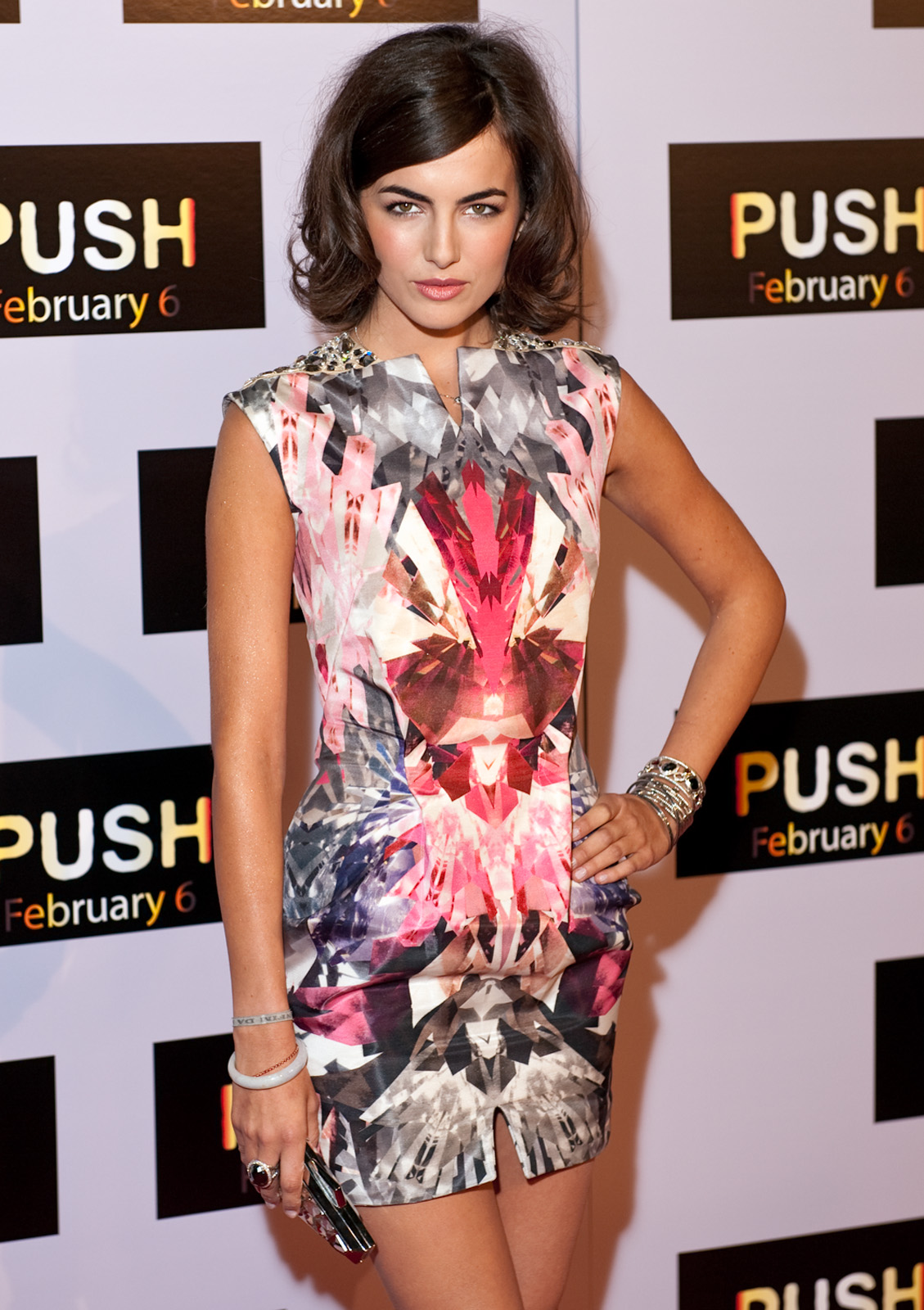
Camilla Belle (2009)

Camilla Belle, właściwie Camilla Belle Routh (ur. 2 października 1986 w Los Angeles) – amerykańska aktorka, trzykrotnie nominowana do Nagrody Młodych Artystów. Wystąpiła m.in. w filmach: Zaginiony świat: Jurassic Park, Kiedy dzwoni nieznajomy i 10 000 BC: Prehistoryczna legenda.

## Życie prywatne
Belle jest córką Cristiny Routh, brazylijskiej projektantki mody, i Jacka Routha, przedsiębiorcy. Wychowała się w rodzinie katolickiej. Ukończyła dwie szkoły: St. Paul’s Catholic Elementary School i Marlborough School. Jest w związku z gwiazdą futbolu amerykańskiego, Timem Tebow.

## Filmografia
- Empty Cradle (1993) jako Sally
- Trouble Shooters: Trapped Beneath the Earth (1993) jako Jennifer Gates
- Podwójne życie Sary (Dwa oblicza Sary, Deconstructing Sarah, 1994) jako młoda Elizabeth
- Mała księżniczka (A Little Princess, 1995) jako Jane
- Królewska przygoda Annie (Annie: A Royal Adventure!, 1995) jako Molly
- Trujący bluszcz II (Poison Ivy II, 1995) jako Daphne Falk
- Prawo do obrony (Marshal Law, 1996) jako Boot Coleman
- Zaginiony świat: Jurassic Park (The Lost World: Jurassic Park, 1997) jako Cathy Bowman
- Patriota (The Patriot, 1998) jako Holly McClaren
- Totalna magia (Practical Magic, 1998) jako młoda Sally Owens
- W poszukiwaniu ojca (Replacing Dad, 1999) jako Mandy
- Sekrety gór (Secret of the Andes, 1999) jako Diana
- Rip Girls (2000) jako Sydney Miller
- Sekret (The Invisible Circus, 2001) jako Phoebe
- Powrót do tajemniczego ogrodu (Back To the Secret Garden, 2001) jako Lizzy Buscana
- Ballada o Jacku i Rose (The Ballad of Jack and Rose, 2005) jako Rose Slavin
- Miłego dnia? (The Chumscrubber, 2005) jako Crystal
- W ciszy (The Quiet, 2005) jako Dot
- Kiedy dzwoni nieznajomy (When a Stranger Calls, 2006) jako Jill Johnson
- The Trap (2007) (film krótkometrażowy) jako Hermia
- 10 000 BC: Prehistoryczna legenda (10,000 B.C., 2008) jako Evolet
- Push (2009) jako Kira Hudson
- Upalne brazylijskie lato (À Deriva, 2009) jako Ângela
- Father of Invention (2010) jako Claire Axle
- Prada albo nic  (From Prada To Nada, 2011) jako Nora Dominguez
- Breakaway (2011) jako Melissa Winters
- Open Road (2013) jako Angie
- Cavemen (2013) jako Tess Foley
- Amapola (2014) jako Ama
- Diablo (2015) jako Alexsandra
- The American Side (2016) jako Emily Chase
- Sundown (2016) jako Gaby